# 坎布拉战役

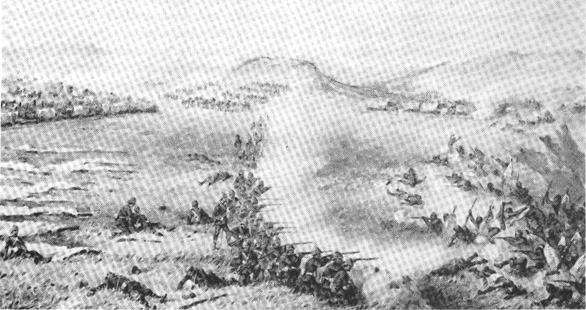
坎布拉战役发生地

坎布拉战役于1879年3月29日发生在祖鲁战争期间，祖鲁的军队在坎布拉攻击英军，结果祖鲁军队大败，英军损失总计29人，而祖鲁人损失了大约2000人。该战役被认为是祖鲁战争转折点。